# Last Dance (film, 2022)
Pour plus de détails, voir Fiche technique et Distribution.
Last Dance est un film belgo-suisse réalisé par Delphine Lehericey, sorti en 2022.

## Synopsis
Lise et Germain forment un couple de septuagénaires très soudé. Lise s'investit avec enthousiasme dans des projets artistiques, Germain préfère rester chez lui à lire À la recherche du temps perdu de Marcel Proust. Alors que Lise commence à répéter pour un spectacle de danse contemporaine de la chorégraphe Maria Ribot mélangeant danseurs professionnels et amateurs, elle décède subitement. Afin de respecter une promesse qu'il lui avait faite, Germain décide de reprendre son rôle dans le spectacle.
Ses enfants, très choqués par le décès subit de leur mère, ne le pensent pas capable de s'assumer seul. Ils mettent en place un planning strict afin de se relayer pour veiller sur lui, se mettent d'accord avec la voisine Élisabeth pour qu'elle lui prépare des repas. Germain ne leur parle pas de sa participation au spectacle, persuadé qu'ils ne l'accepteraient pas.
Au début, Germain est assez sceptique vis-à-vis du spectacle de la Ribot, car il est peu familier de la danse contemporaine. Maria Ribot, par contre, trouve que Germain apporte beaucoup au spectacle, et finit par lui donner un rôle clé. Germain se sent progressivement plus à l'aise, mais il a du mal à expliquer ses absences à ses enfants, et pourquoi il ne répond parfois pas au téléphone.
Germain écrit des lettres à Lise pour lui parler de son expérience et de son ressenti, qu'il dissimule ensuite dans des livres de la bibliothèque municipale. Sa petite-fille lui demande sa collaboration pour pouvoir partir discrètement en week-end avec son petit ami alors qu'elle prépare un examen difficile : peut-elle prétendre qu'elle est venue s'installer chez lui pour réviser? Germain accepte, et lorsque la jeune fille obtient de bons résultats à son examen, toute la famille vante ses compétences en matière de soutien scolaire. Pour l'"occuper", sa fille décide alors de l'inscrire à un programme grâce auquel des adolescents en difficulté scolaire peuvent être aidés par des personnes âgées. La jeune Jennifer viendra donc chez Germain tous les jours après l'école, ce qui ne les réjouit ni l'un ni l'autre.
Germain se retrouve contraint d'amener Jennifer avec lui aux répétitions, et achète son silence en faisant ses devoirs à sa place. Jennifer ayant un devoir à faire à la suite d'une exposition présentée à la bibliothèque municipale à base de papiers retrouvés dans des livres de la bibliothèque, Germain se rend compte que des lettres qu'il a échangées avec Lise en font partie. Il explique alors à Jennifer et à Samir, son partenaire dans le spectacle, que c'est à la bibliothèque qu'il a rencontré sa femme, et que n'osant pas l'aborder, ils avaient échangé pendant de longs mois en laissant leurs lettres dans des livres.
Ses enfants trouvant le comportement de Germain de plus en plus étrange, ils lui demandent de faire un bilan neurologique. Le neurologue aimant la danse, il accepte de ne pas pousser trop loin ses investigations contre quelques invitations à la première.
Pour la première du spectacle, Germain invite sa famille. D'abord surpris, ils sont finalement conquis. Réaliser ce projet de Lise a permis à Germain d'accepter peu à peu son décès, et il se sent maintenant libre de poursuivre sa vie.

## Fiche technique
- Titre original : Last Dance
- Titre en France : Last Dance!
- Réalisation et scénario : Delphine Lehericey
- Photographie : Hichame Alaouié
- Musique : Nicolas Rabaeus
- Costumes : Geneviève Maulini
- Décors : Ivan Niclass
- Montage : Nicolas Rumpl
- Production : Thierry Spicher, Elena Tatti
- Coproduction : Anne-Laure Guégan, Géraldine Sprimont
- Production associée : Philippe Logie
- Société de production : Box Productions
- Budget : 3,1 millions d'euros
- Pays de production :  Belgique,  Suisse
- Langue originale : français
- Format : couleur
- Genre : comédie dramatique
- Durée : 84 minutes
- Dates de sortie :
  - Suisse : 8 août 2022 (Festival international du film de Locarno)
  - Belgique : 3 octobre 2022 (Festival international du film francophone de Namur)
  - France : 15 décembre 2022 (Les Arcs Film Festival) ; 20 septembre 2023 (en salles)
  - Suisse romande : 1er février 2023 (en salles)

## Distribution
- François Berléand : Germain
- Kacey Mottet-Klein : Samir
- Maria Ribot : elle-même
- Déborah Lukumuena : Marjanne
- Jean-Benoît Ugeux : Mathieu
- Astrid Whettnall : Catherine
- Dominique Reymond : Lise
- Sabine Timoteo : Carole
- Louis Bonard : Marcel Proust
- Anna Pieri Zuercher : Sonia

## Tournage
Les scènes de répétition du spectacle et le spectacle lui-même ont été tournées au Théâtre Équilibre de Fribourg. La bibliothèque qui sert de cadre à certaines scènes est la bibliothèque municipale de Carouge.

## Accueil critique
L'accueil critique en Suisse romande est positif. Dans Le Temps, Stéphane Gobbo estime qu'il s'agit d'une « histoire qui va droit au but, magnifiquement racontée en 84 minutes et reposant sur un scénario solide et d'efficaces répliques ». Dans la Tribune de Genève, Cécile Lecoultre et Pascal Gavillet louent l'interprétation de François Berléand : « En vieillard inspiré, Berléand dégage un charme fou, vertigineux, dégagé du commun des mortels et des outrages du temps. »